# Ψ

Psi en una letra capital del Etymologicum Magnum (1499).

Psi (en mayúscula Ψ, en minúscula ψ; llamada en griego antiguo ψ(ε)ῖ ps(e)î /psêː, psîː/, en griego moderno ψι psi /psi/) es la vigésima tercera letra del alfabeto griego. Fue transliterada con el dígrafo ps por los romanos en palabras tales como psalmus, psalterium y psyche (salmo, salterio y psique).
En el sistema de numeración griega tiene un valor de 700 (Ψʹ).

## Historia

### Variantes epigráficas
En las fuentes epigráficas arcaicas aparecen las siguientes variantes:

## Uso
El significado surge a partir de la asociación de la letra Psi con la palabra griega “Psiqué”, que originalmente tenía el significado de “mariposa” (de hecho podemos asimilar fácilmente la forma de la letra con el dibujo estilizado de una mariposa con las alas desplegadas). Posteriormente pasó a utilizarse el término con los sentidos de “soplo de brisa”, "viento", “aliento”, “ánimo” y, finalmente “alma” o "mente".
Tal es el origen del nombre “Psicología” (ciencia del comportamiento) y del empleo de la letra Psi para representarla. Los griegos creían que cuando moría una persona y exhalaba su último aliento, el alma abandonaba el cuerpo volando en forma de mariposa. La mitología griega representa a la diosa “Psiquis” o “Psique” como una adolescente con alas de mariposa, siendo la menor de las tres hijas del rey de Anatolia, la más hermosa de ellas y la representación del alma humana.
- Ψ se utiliza como símbolo de la Psicología y de la Psiquiatría, ya que la etimología de la palabra se asocia a la psique o psico (del griego ψυχή psyché: alma o actividad mental).

- Ψ representa la función digamma en matemáticas:

{\displaystyle \psi (x)={\frac {\Gamma '(x)}{\Gamma (x)}}\,\!}, con {\displaystyle \Gamma (x)} la función gamma ;
- Ψ representa la función poligamma, también en matemáticas:

{\displaystyle \psi ^{(m)}(z)=\left({\frac {d}{dz}}\right)^{m}\psi (z)=\left({\frac {d}{dx}}\right)^{m+1}\log \Gamma (z)}
- Ψ  representa la función de onda en mecánica cuántica.
- En el sistema de numeración griego tiene un valor de 700 (ψʹ).

## Unicode
- Griego[5]

| Carácter      | Ψ                        | Ψ                        | ψ                      | ψ                      | ᴪ                              | ᴪ                              | Ⲯ                         | Ⲯ                         | ⲯ                       | ⲯ                       |
| ------------- | ------------------------ | ------------------------ | ---------------------- | ---------------------- | ------------------------------ | ------------------------------ | ------------------------- | ------------------------- | ----------------------- | ----------------------- |
| Unicode       | GREEK CAPITAL LETTER PSI | GREEK CAPITAL LETTER PSI | GREEK SMALL LETTER PSI | GREEK SMALL LETTER PSI | GREEK LETTER SMALL CAPITAL PSI | GREEK LETTER SMALL CAPITAL PSI | COPTIC CAPITAL LETTER PSI | COPTIC CAPITAL LETTER PSI | COPTIC SMALL LETTER PSI | COPTIC SMALL LETTER PSI |
| Codificación  | decimal                  | hex                      | decimal                | hex                    | decimal                        | hex                            | decimal                   | hex                       | decimal                 | hex                     |
| Unicode       | 936                      | U+03A8                   | 968                    | U+03C8                 | 7466                           | U+1D2A                         | 11438                     | U+2CAE                    | 11439                   | U+2CAF                  |
| UTF-8         | 206 168                  | CE A8                    | 207 136                | CF 88                  | 225 180 170                    | E1 B4 AA                       | 226 178 174               | E2 B2 AE                  | 226 178 175             | E2 B2 AF                |
| Ref. numérica | &#936;                   | &#x3A8;                  | &#968;                 | &#x3C8;                | &#7466;                        | &#x1D2A;                       | &#11438;                  | &#x2CAE;                  | &#11439;                | &#x2CAF;                |
| Ref. entidad  | &Psi;                    | &Psi;                    | &psi;                  | &psi;                  |                                |                                |                           |                           |                         |                         |
| DOS Greek     | 150                      | 96                       | 175                    | AF                     |                                |                                |                           |                           |                         |                         |
| DOS Greek-2   | 212                      | D4                       | 246                    | F6                     |                                |                                |                           |                           |                         |                         |
| Windows 1253  | 216                      | D8                       | 248                    | F8                     |                                |                                |                           |                           |                         |                         |
| TeX           | \Psi                     | \Psi                     | \psi                   | \psi                   |                                |                                |                           |                           |                         |                         |

- Cirílico

| Carácter      | Ѱ                           | Ѱ                           | ѱ                         | ѱ                         |
| ------------- | --------------------------- | --------------------------- | ------------------------- | ------------------------- |
| Unicode       | CYRILLIC CAPITAL LETTER PSI | CYRILLIC CAPITAL LETTER PSI | CYRILLIC SMALL LETTER PSI | CYRILLIC SMALL LETTER PSI |
| Codificación  | decimal                     | hex                         | decimal                   | hex                       |
| Unicode       | 1136                        | U+0470                      | 1137                      | U+0471                    |
| UTF-8         | 209 176                     | D1 B0                       | 209 177                   | D1 B1                     |
| Ref. numérica | &#1136;                     | &#x470;                     | &#1137;                   | &#x471;                   |

- Matemáticas

| Carácter      | 𝚿                             | 𝚿                             | 𝛙                           | 𝛙                           | 𝛹                               | 𝛹                               | 𝜓                             | 𝜓                             | 𝜳                                    | 𝜳                                    | 𝝍                                  | 𝝍                                  |
| ------------- | ----------------------------- | ----------------------------- | --------------------------- | --------------------------- | ------------------------------- | ------------------------------- | ----------------------------- | ----------------------------- | ------------------------------------ | ------------------------------------ | ---------------------------------- | ---------------------------------- |
| Unicode       | MATHEMATICAL BOLD CAPITAL PSI | MATHEMATICAL BOLD CAPITAL PSI | MATHEMATICAL BOLD SMALL PSI | MATHEMATICAL BOLD SMALL PSI | MATHEMATICAL ITALIC CAPITAL PSI | MATHEMATICAL ITALIC CAPITAL PSI | MATHEMATICAL ITALIC SMALL PSI | MATHEMATICAL ITALIC SMALL PSI | MATHEMATICAL BOLD ITALIC CAPITAL PSI | MATHEMATICAL BOLD ITALIC CAPITAL PSI | MATHEMATICAL BOLD ITALIC SMALL PSI | MATHEMATICAL BOLD ITALIC SMALL PSI |
| Codificación  | decimal                       | hex                           | decimal                     | hex                         | decimal                         | hex                             | decimal                       | hex                           | decimal                              | hex                                  | decimal                            | hex                                |
| Unicode       | 120511                        | U+1D6BF                       | 120537                      | U+1D6D9                     | 120569                          | U+1D6F9                         | 120595                        | U+1D713                       | 120627                               | U+1D733                              | 120653                             | U+1D74D                            |
| UTF-8         | 240 157 154 191               | F0 9D 9A BF                   | 240 157 155 153             | F0 9D 9B 99                 | 240 157 155 185                 | F0 9D 9B B9                     | 240 157 156 147               | F0 9D 9C 93                   | 240 157 156 179                      | F0 9D 9C B3                          | 240 157 157 141                    | F0 9D 9D 8D                        |
| Ref. numérica | &#120511;                     | &#x1D6BF;                     | &#120537;                   | &#x1D6D9;                   | &#120569;                       | &#x1D6F9;                       | &#120595;                     | &#x1D713;                     | &#120627;                            | &#x1D733;                            | &#120653;                          | &#x1D74D;                          |

| Carácter      | 𝝭                                        | 𝝭                                        | 𝞇                                      | 𝞇                                      | 𝞧                                               | 𝞧                                               | 𝟁                                             | 𝟁                                             |
| ------------- | ---------------------------------------- | ---------------------------------------- | -------------------------------------- | -------------------------------------- | ----------------------------------------------- | ----------------------------------------------- | --------------------------------------------- | --------------------------------------------- |
| Unicode       | MATHEMATICAL SANS-SERIF BOLD CAPITAL PSI | MATHEMATICAL SANS-SERIF BOLD CAPITAL PSI | MATHEMATICAL SANS-SERIF BOLD SMALL PSI | MATHEMATICAL SANS-SERIF BOLD SMALL PSI | MATHEMATICAL SANS-SERIF BOLD ITALIC CAPITAL PSI | MATHEMATICAL SANS-SERIF BOLD ITALIC CAPITAL PSI | MATHEMATICAL SANS-SERIF BOLD ITALIC SMALL PSI | MATHEMATICAL SANS-SERIF BOLD ITALIC SMALL PSI |
| Codificación  | decimal                                  | hex                                      | decimal                                | hex                                    | decimal                                         | hex                                             | decimal                                       | hex                                           |
| Unicode       | 120685                                   | U+1D76D                                  | 120711                                 | U+1D787                                | 120743                                          | U+1D7A7                                         | 120769                                        | U+1D7C1                                       |
| UTF-8         | 240 157 157 173                          | F0 9D 9D AD                              | 240 157 158 135                        | F0 9D 9E 87                            | 240 157 158 167                                 | F0 9D 9E A7                                     | 240 157 159 129                               | F0 9D 9F 81                                   |
| Ref. numérica | &#120685;                                | &#x1D76D;                                | &#120711;                              | &#x1D787;                              | &#120743;                                       | &#x1D7A7;                                       | &#120769;                                     | &#x1D7C1;                                     |